# Communauté de communes de la Petite Creuse
La communauté de communes la Petite Creuse est une ancienne communauté de communes française, située dans la région Limousin au nord du département de la Creuse.
Elle a disparu en 2013 et ses communes ont été réparties entre la Communauté de communes du Pays de Boussac, la Communauté de communes du Carrefour des Quatre Provinces et la Communauté de communes Portes de la Creuse en Marche.

## Histoire
Créée par arrêté préfectoral du 26 décembre 2002, la communauté de communes la Petite Creuse est un établissement public de coopération intercommunale (EPCI) à fiscalité propre qui regroupe neuf communes, soit un bassin de vie de près de 3700 habitants.

## Composition
Elle regroupe les neuf communes suivantes : 
- Bétête
- Châtelus-Malvaleix
- Clugnat
- Genouillac
- Jalesches
- Ladapeyre
- Roches
- Saint-Dizier-les-Domaines
- Tercillat

## Fonctionnement
La communauté de communes a pour objet d'associer les communes au sein d'un espace de solidarité en vue d'instaurer des projets communs de développement et d'aménagement de l'espace.
Elle exerce les compétences d’intérêts communautaires suivantes : aménagement de l’espace communautaire, développement économique et touristique, habitat et cadre de vie, protection et mise en valeur de l’environnement, voirie d’intérêt communautaire, sport et culture.